# Gulflight-incidens

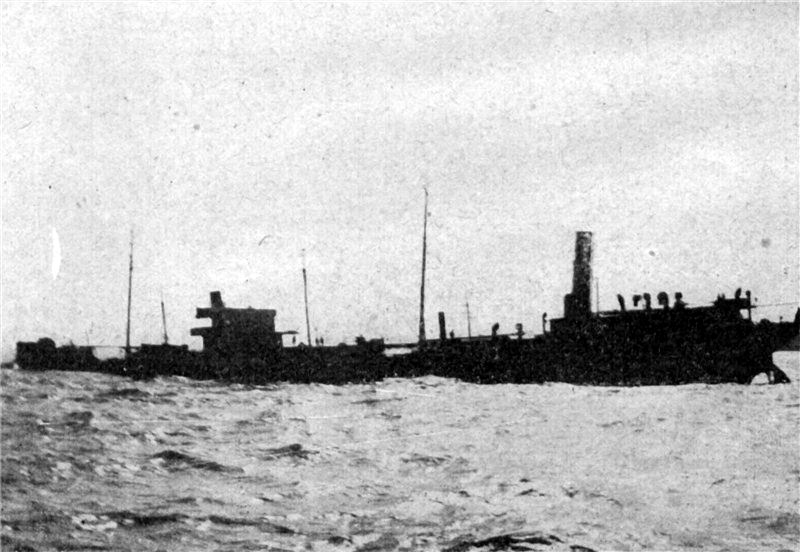
A tanker a torpedótalálat után, az orra megsüllyedve

A Gulflight-incidens egy az első világháború idején történt diplomáciai incidens volt Németország és a még semleges Egyesült Államok között, amit az amerikai Gulflight tanker 1915. május 1-ei megtorpedózása váltott ki egy német tengeralattjáró (az U 30) részéről a La Manche nyugati bejáratánál. A Franciaországba tartó olajszállító tankert két nem sokkal korábban hozzá csatlakozó brit hadihajó kísérte, a német tengeralattjáró parancsnoka pedig állítása szerint nem látott rajta felségjelzést, ezért indított ellene támadást. A hajó súlyos károkat szenvedett, és három fő – két amerikai és egy spanyol állampolgár – veszítette életét, bár egyikük sem közvetlenül a torpedótalálat következtében.
A Gulflight volt az első amerikai hajó, amelyiket torpedótámadás ért a háború alatt, és a Thrasher-incidens után ez volt a második olyan eset, mikor amerikai állampolgár veszítette életét egy tengeralattjáró-támadás következtében. A brit és amerikai háborús propaganda a támadást egy amerikai hajó elleni szándékos, és elítélendő német tettnek igyekezett beállítani, és igyekezett a két állam közötti kapcsolatot rontani. Ellenben a brit admiralitás titkosított jelentése szerint az U 30 eljárása jogszerűnek volt tekinthető, mivel a tanker hadihajók biztosításával haladt, nem rendelkezett az oldalán az ekkorra már megszokottá vált azonosítást szolgáló nagybetűs felfestésekkel, továbbá a szállítmánya is háborús dugárúnak számított.

## Előzmények

### AGulflightútja
A Gulflight olajszállító tankert a New York Shipbuilding Corporation építette meg a camdeni hajógyárában a Gulf Refining Company megrendelésére 1914-ben, és az év augusztusában állították szolgálatba. A 5189 BRT hajóterű tanker 1915. április 10-én a texasi Port Arthurból a tartályaiban gázolajat, hordókban pedig kenőolajat szállítva a franciaországi Rouenba indult. Az út második felében a hajó távírásza egy brit cirkáló üzeneteit fogta rendszeres jelleggel, melyek erősségéből arra következtetett, hogy ezt követően napokon át szemmel tartotta a Gulflightot. Május 1-én 11:00-kor a Scilly-szigetekhez tartozó Bishop Rock világítótoronytól 22 tmf-re nyugatra két brit járőrhajó, a Filey és a Iago közelítette meg az úticélja felől érdeklődve. A Filey azt a választ kapta, hogy Rouenba tartanak, és megérdeklődték, mikor kaphatnak francia révkalauzt, amire a ködös időjárás miatt lett volna szükségük. A Filey válasza az volt, hogy nem tudnak iderendelni egyet, ezért tartson velük a Scilly-szigeteknél lévő Bishop Rockhoz. Simpson leírása szerint az utasítás mögött az rejlett, hogy a járőrhajók a térségben tevékenykedő tengeralattjáró után kutattak, a Gulflight papírja pedig nem győzték meg őket, és arra gyanakodtak, hogy üzemanyaggal látja el a keresett tengeralattjárót, és ezért utasították arra, hogy tartson velük a bázisukra, St. Mary’sre. A járőrhajók közrefogták a tankert, mögötte a Iago jobbról közelebb, előtte a Filey a bal oldalon távolabb helyezkedve tőle.
Paul Bowers, a tanker másodtisztje arról számolt be, hogy már ezzel a kísérettel haladva észlelt egy tengeralattjárót a Gulflight előtt 28 perccel azelőtt, hogy a torpedó eltalálta. Az észlelését jelentette Alfred Gunter kapitánynak, aki úgy vélte, a tengeralattjárónak britnek kell lennie, mivel a kísérő hajók nem reagáltak a feltűnésére. A tengeralattjáró öt percen át látható volt az amerikaiak számára, majd eltűnt a szemük elől.

### AzU 30bevetése

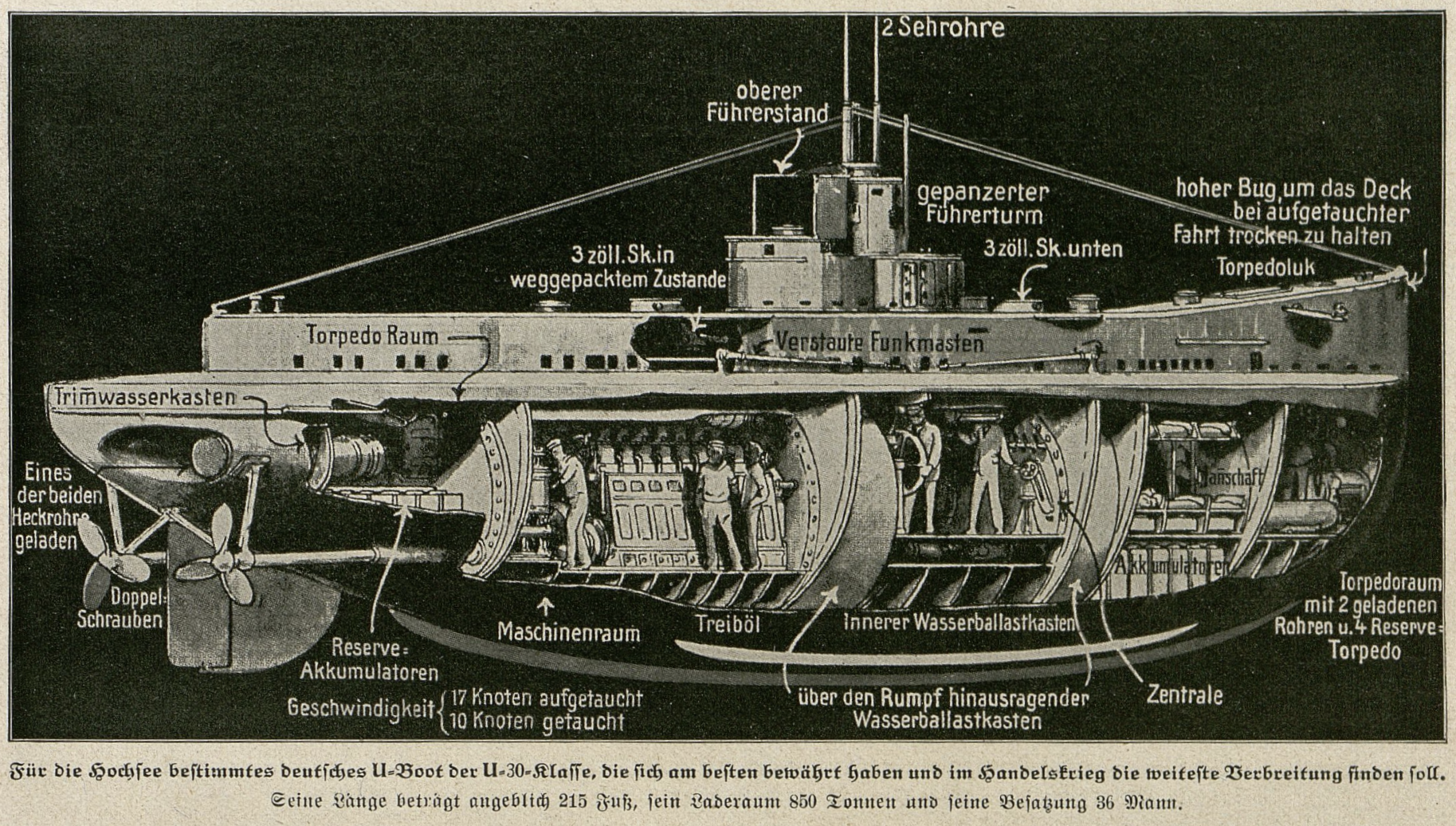
Az „U 30-osztályú” tengeralattjáró szemléltető rajza

A Gulflight elleni támadást végrehajtó tengeralattjáró, az U 30 április 25-én futott ki az aktuális bevetésére az Ems folyó torkolatából, tevékenységi területként pedig az Ír-tenger déli bejárata, valamint a La Manche nyugati bejárata volt számára megjelölve. Már a kifutása után kapta azt a parancsot, hogy a La Manche partján fekvő Dartmouth előtt vegyen fel pozíciót, mivel innen nagyobb csapatszállítmányok útnak indulására lehetett számítani a hírszerzési információk alapján. A Brit-szigeteket északról megkerülve április 27-én haladt el a Skócia és a Shetland-szigetek közötti Fair-sziget mellett, és jutott ki az Atlanti-óceánra. Másnap elfogta a brit Mobile gőzöst, amit robbanótöltetekkel és gránátokkal süllyesztett el, este a vízfelszínen haladva lőtt ki egy torpedót egy újabb célpontra, ami azonban nem talált célt. Április 29-én a brit Cherbury gőzöst tartóztatta fel és süllyesztette el robbanótöltetekkel. Április 30-án a Fulgent nevű gőzöst szólította fel megállásra, mely nem akart megállni a figyelmeztető lövés leadása után sem, és csak azt követően engedelmeskedett a felszólításnak, hogy tüzet nyitottak rá, és egy lövedék eltalálta a hajóhídját, végezve a kapitányával és a kormányosával. Az evakuálás után a hajó torpedóval lett elsüllyesztve. Ezután az orosz Szvoronó gőzöst süllyesztette el gránátokkal.
Május 1-én az Ír-tenger déli bejáratánál süllyesztett el egy lobogó nélkül haladó gőzöst. Ez a Dél-Amerikából Manchesterbe gabonát szállító brit Edale volt, és alámerülve, figyelmeztetés nélkül lőtte ki rá a végzetes torpedót (brit feljegyzések szerinti) 06:30-kor. A mentőcsónakokban a Scilly-szigetek felé vitorlázó legénységére egy járőrhajó akadt rá, a Clara & Alice nevű drifter.
Az U 30 ezután a francia Europe gőzöst állította meg figyelmeztető lövés leadásával, és süllyesztette el gránátokkal 10:30-kor, nem egész 10 mérföldnyire a Bishop Rock világítótoronytól. Dél körül, mikor a francia hajó még nem merült el, egy felfegyverzett halászhajó tűzharcba bonyolódott az U 30-cal, ami negyed órán át tartott. Ennek végén észlelte a tengeralattjáró a közeledő nagy gőzhajót. Közben egy, az Edale elsüllyesztését észlelő halászhajó 11:30-kor találkozott két járőrhajóval, a Filey-vel és a Iagóval a Scilly-szigeteki Kisegítő Járőregységből (Scillies Auxiliary Patrol), és beszámolt a látottakról. A két járőrhajó az észlelés helyszíne felé tartva futott össze a Gulflighttal. A Gulflight kapitánya – a ködös idő miatt – révkalauzt kért tőlük, amit nem tudtak számukra biztosítani, ellenben a Filey felszólította, hogy kövesse őket bázisukra, a St. Mary’s szigetre. Az U 30 – a német történetírásban leírtak szerint – még a halászhajóval vívta a tűzharcát, mikor a három felé tartó hajót észlelte.

## A tanker megtorpedózása
Rosenberg sorhajóhadnagy elmondása szerint eleinte nem látott zászlót a közeledő gőzösön. Mivel a vele tartó két kisebb hajóról feltételezte, hogy fel vannak fegyverezve, úgy döntött, hogy a víz alól lő ki rá torpedót, előzetes figyelmeztetés nélkül. A tengeralattjáró alámerült, és a tanker előtt keresztbe áthajózott annak jobb oldalára a támadáshoz, és a víz alatt maradva kilőtt rá egy torpedót 9 mérföldnyire a Bishop Rock világítótoronytól. Rosenberg állítása szerint az amerikai zászlót a torpedó kilövésének pillanatában vette észre rajta.

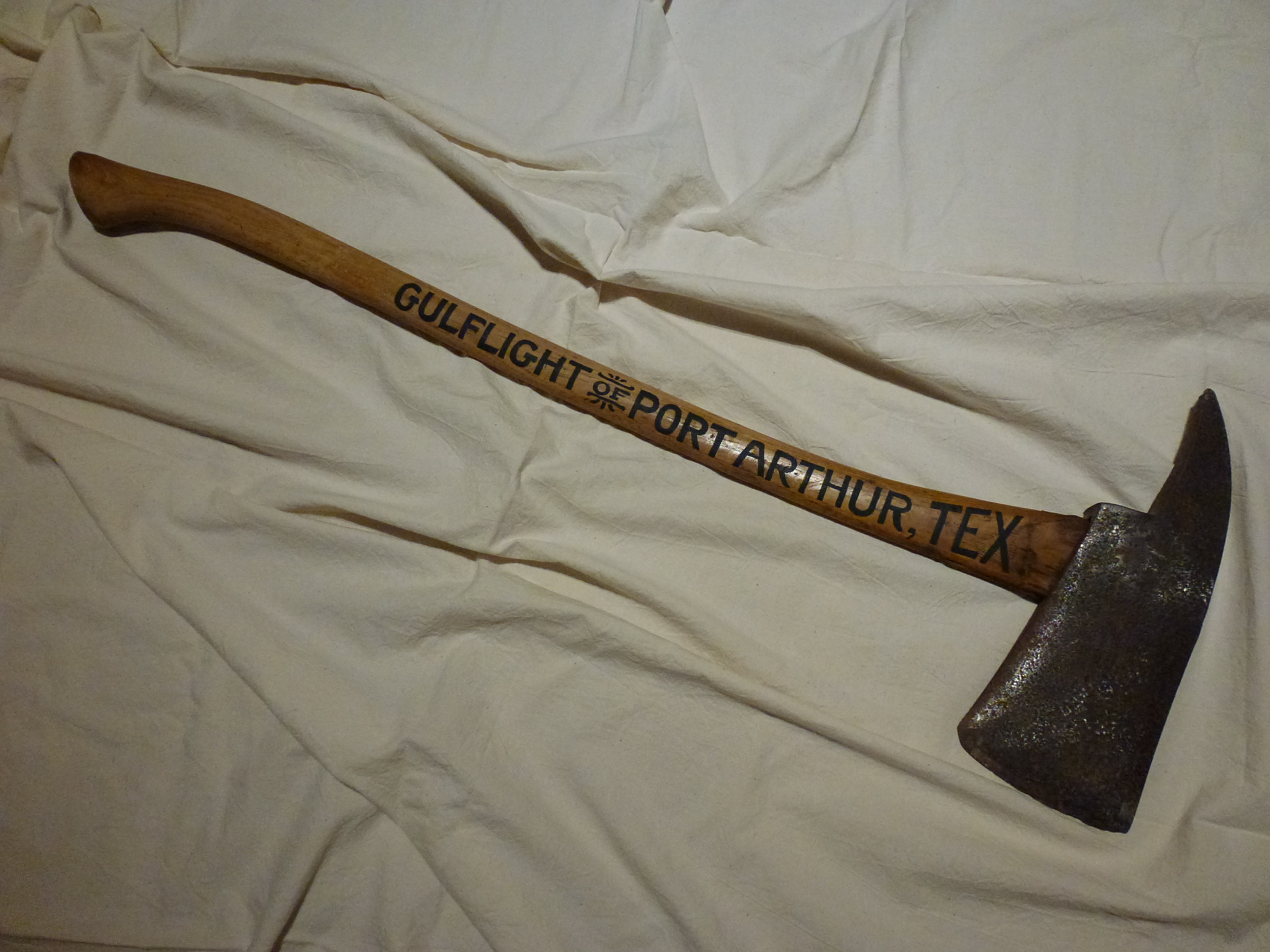
Egy tűzbalta a Gulflightról

A torpedó 12:50-kor érte a Gulflightot a jobb oldalon az orránál. A nagy erejű robbanás után a tanker azonnal elkezdett süllyedni és a fedélzet elülső részét hamar elérték a hullámok. A legénységéből ketten – a hajó 22 éves rádiósa, Charles Conrad Short, és egy spanyol nemzetiségű tengerésze – közvetlenül a torpedótalálat után a tengerbe vetették magukat, és mindketten odavesztek. A legénység többi tagja csónakba szállva hagyta el a sérült hajót, melyről bizonyosnak vélték, hogy el fog süllyedni. A hajótörötteket, 36 főt, a Iago vette a fedélzetére, majd a Scilly-szigetek felé vette az irányt. Hajnali 02:30-kor Gunter kapitány rosszul lett, 03:40 körül szívrohamot kapott, és ennek következtében elhunyt. A Iago a többi túlélővel május 2-án 10:00 körül érkezett meg St. Mary’sre. A Gulflight az elszenvedett károk ellenére nem süllyedt el, járőrhajók vontatták be a Scilly-szigeteknél lévő Crow Bay-be.
A hajó pár nappal későbbi átvizsgálása során a búvárok megállapították, hogy az orra jobb oldalán egy nagy méretű lyuk tátong. Smith első tiszt (immáron a hajó kapitányaként) és a főgépész a Gulflighttal maradt, míg a legénység többi részét Penzance-ba vitték. A hajó állapotának felmérése után a szállítmány egy részét partra tették. A tanker ezután saját erőből áthajózott Rouenba, ahol leadta a maradék szállítmányát, majd Newcastle-be vitték, hogy kijavítsák a sérüléseit. Ezt követően visszaállhatott a szolgálatba.
A Gulflight volt az első amerikai hajó, melyet megtorpedóztak a világháborúban, de nem az első, melyet támadás ért, mivel egy másik tankert, a Cushingot nem sokkal korábban érte légitámadás, ami ebben az időben újdonságnak számított. Hasonlóan a Gulflighthoz, ennek a hajónak sem ismerték fel a felségjelzéseit időben a támadók.

## AzU 30további útja
A tengeralattjáró tovább folytatta az útját Dartmouth felé, de a rossz idő miatt erősen megnövekedett az üzemanyag-felhasználása. Másnap, május 2-án egy zászló nélkül haladó tankerre lőtt ki torpedót, ami nem talált. Május 3-án a brit Minterne gőzöst süllyesztette el. Mivel a közelben több járőrhajó is tartózkodott, figyelmeztetés nélkül, a víz alól indított torpedóval lett a hullámsírba küldve. Ezt követően az U 30 a megcsappant üzemanyagkészlete miatt hazaindult. Bár csak rövid időt tudott a kijelölt bevetési területen tölteni, Rosenberg sorhajóhadnagy úgy ítélte meg, hogy már a felbukkanása is riadalmat okozott. A Shetland-szigeteket ezúttal északról megkerülve hajózott át az Északi-tengerre, és május 9-én kötött ki Wilhelmshavenben.

## A diplomáciai incidens

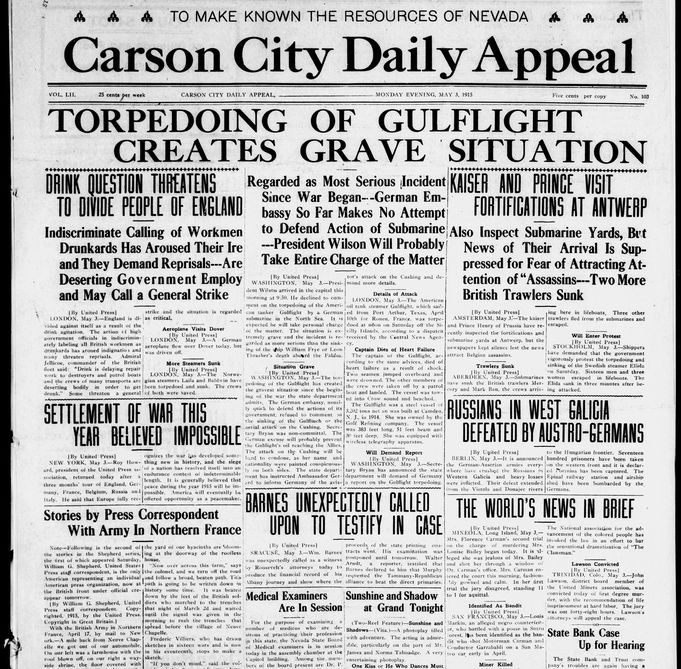
Egy nevadai újság címlapja
(1915. május 3.)

A Gulflight megtorpedózásáról május 3-án érkezett hír Washingtonba a plymouthi amerikai konzultól. Az esetről az amerikai lapok az eddig az Egyesült Államokat érintő legsúlyosabb incidensként számoltak be, eleinte tévesen azt közölve, hogy a megtorpedózott tanker el is süllyedt. Nagy-Britanniához hasonlóan az Egyesült Államokban is úgy kommentálta az esetet a sajtó (nagy része), hogy a Gulflight megtorpedózása egy ok nélküli, gyilkos akció volt a „német kalózok” részéről.

#### Lansing külügyi tanácsos meglátásai
Az eset fokozta Wilson elnök semlegesség mellett kiállni igyekvő külügyminisztere, William Jennings Bryan, és a németellenes külügyi tanácsosa, Robert Lansing között eddig is meglévő nézetkülönbséget. Lansing még május 3-án írásban hívta fel a figyelmét Bryan külügyminiszternek, hogy a két amerikai kereskedelmi hajót – a pár nappal korábban légitámadást elszenvedett Cushingot, majd a Gulflightot – ért támadás a háttérbe fogja szorítani a Thrasher-ügyet, főleg úgy, hogy a Gulflight esetében több amerikai állampolgár (szám szerint kettő) is az életét veszítette. Lansing egyetlen megoldásnak egy heves tiltakozó jegyzék küldését látta Berlinnek egy puszta apellálás, vagy egy „hódolatteljes” panasztétel helyett, mivel úgy vélte, hogy ezek nem elégítenék ki az amerikai lakosságot, és a kormányzat feladataival, illetve az USA jogaival sem lennének összhangban. Lansing kifejtette azt a véleményét Bryannek, hogy a németek célja az ilyen támadásokkal az USA szándékos provokálása, amivel a diplomáciai kapcsolatok megszakítását akarnák elérni.
Két nappal később, május 5-én Lansing egy újabb üzenetében felhívta a külügyminiszter figyelmét arra, hogy a német tengeralattjáró-háború fokozására válaszul február 10-én tett amerikai közleményben az áll, hogy az Egyesült Államok „minden szükséges lépést megtesz az amerikai állampolgárok és tulajdonok védelmében”, amit pedig nem lehet máshogy elképzelni, minthogy katonai erőt vesznek igénybe ennek elérésére, hacsaknem Németország nem nyújt garanciákat arra vonatkozóan, hogy az amerikai állampolgárokat és amerikai tulajdonokat nem „molesztál” a nyílt tengeren. Ez szerinte a Cushing és a Gulflight esetére vonatkoztatható volt, de a Thrasher-ügy más jellegű, mivel ott még helye lehetett a jogosság körüli vitának.
Az említett három incidenst a háttérbe szorította a Gulflight esete után egy héttel a Lusitania elsüllyesztése. Lansing egy memorandumot terjesztett elő május 10-én, melyben a Gulflight esetét a Cushingéval és a Lusitaniáéval összevonva azonnali, és erőteljes tiltakozást javasolt.
Wilson Lansing tanácsára hallgatva kemény tiltakozó hangnem mellett foglalt állást. Az ezt követő „Lusitania-jegyzékekben” került említésre ezen incidensek ügye, a Gulflight esetét a Cushingéval együtt röviden megemlítve az első két jegyzék elején, hasonlóan a Falabához. A május 13-ai első Lusitania-jegyzékben Bryan külügyminiszter a következő kontextusban említette a Gulflight esetét:
„A brit Falaba személyszállító gőzös elsüllyesztése egy német tengeralattjáró által március 28-án, melynek során Leon C. Trasher személyében egy amerikai állampolgár is megfulladt, az amerikai Cushing hajót ért légitámadás április 28-án; az amerikai Gulflight hajónak egy német tengeralattjáró általi megtorpedózása, melynek következtében kettő vagy több amerikai állampolgár veszítette életét; és végül a Lusitania gőzhajó megtorpedózása és elsüllyesztése egy olyan eseménysort képeznek, amit az Egyesült Államok kormányzata egyre nagyobb nyugtalansággal, aggodalommal, és megdöbbenéssel szemlél.”
A Lansing által tanácsoltaknak megfelelően a jegyzék ezt követően azzal érvelt, hogy az amerikaiaknak joguk volt a hadviselő államok hajóin bárhova szabadon hajózni. A jegyzék elküldése utáni napon Bryan külügyminiszternek küldött üzenetében Lansing ehhez kapcsolódóan kifejtette még, hogy az amerikai kormányzatnak már csak azért sem lett volna ajánlatos a háborús övezetbe való utazás veszélyeire felhívnia a figyelmet, mert a Falaba, a Cushing és a Gulflight elleni támadások után szerinte az emberek joggal vethették volna fel a kérdést, hogy ilyen előzmények után miért kellett megvárni a Lusitania elsüllyesztését több mint száz amerikai áldozattal a figyelmeztetés kiadásához.

### A német álláspont

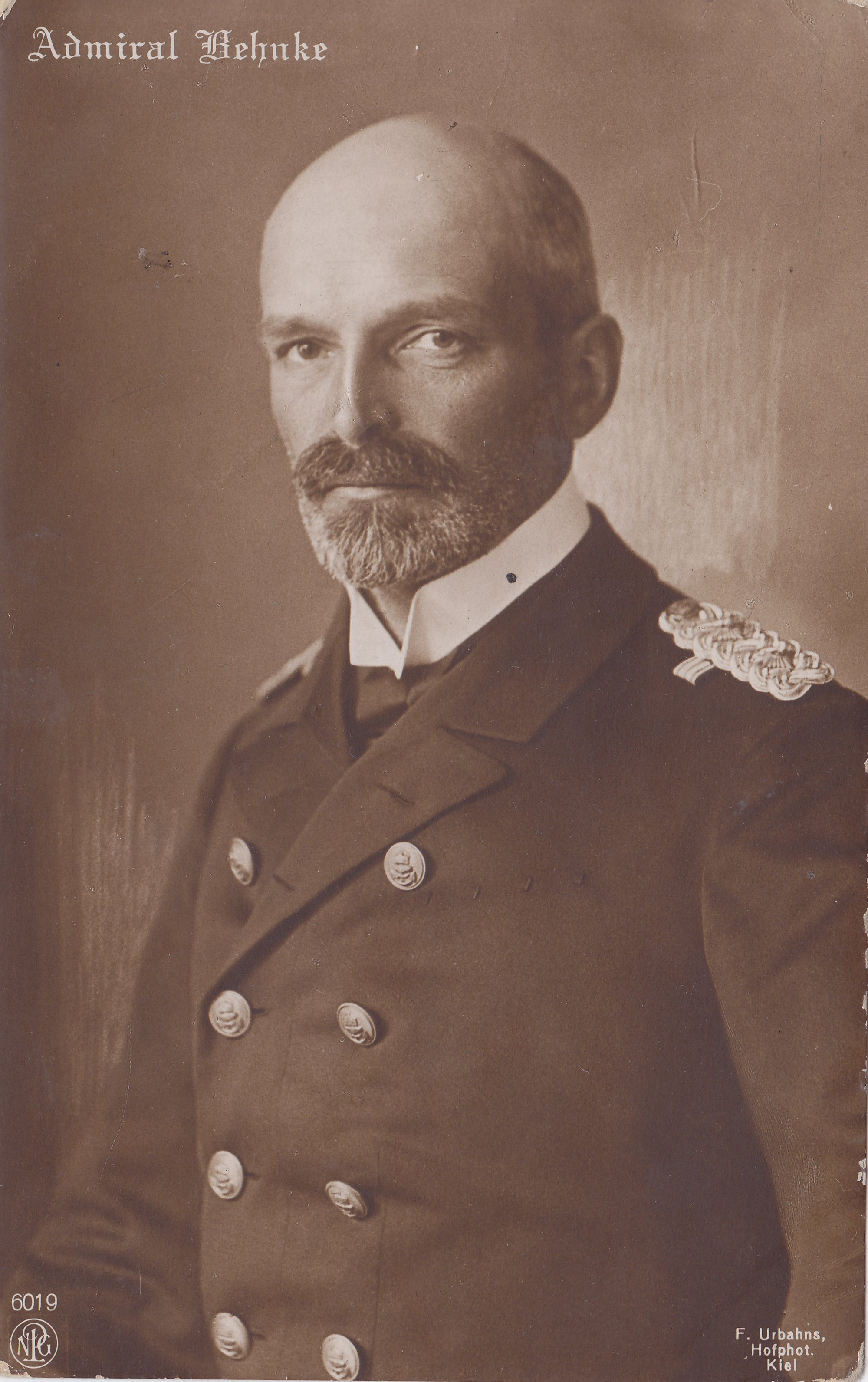
Paul Behncke tengernagy

Az amerikai megkeresésre a német fél a hónap végén válaszolt érdemben, mivel csak az U 30 május 9-ikei hazatérte után – már a Lusitania katasztrófáját követően – kerülhetett sor az eset kivizsgálására. Május 29-én Paul Behncke tengernagy, a német flotta vezérkari főnökének helyettese tájékoztatta Gerard amerikai nagykövetet a Rosenberg sorhajóhadnagy által jelentettekről. A tengernagy biztosította az amerikai felet arról, hogy nem egy amerikai hajó ellen irányult a támadás, hanem egy nem azonosítható, ellenséges konvojban haladó ellen, ami így jogszerűnek tekinthető a német álláspont szerint. A tévedést azonban a német fél elismerte, és kártérítés megfizetéséről biztosította az amerikai felet.
Június 1-én von Jagow külügyminiszter az első Lusitania-jegyzékre válaszolva adott részletesebb tájékoztatást az amerikai kormányzatnak. A támadás okaként azt is megemlítette, hogy a konvoj nem az Amerikából Európába tartó útvonalon haladt, ami alapján nem volt feltételezhető, hogy a jelzések nélküliként észlelt hajó amerikai lehet. A jegyzék közölte a vizsgálat azon megállapítását, hogy az időpont és a helyszín alapján a megtámadott hajó a Gulflight kellett legyen, elismerte a szándékon kívüli károkozást, és megerősítette a Behncke tengernagy által tett kártérítési szándékot. A német kormányzat végül bocsánatot kért a Gulflight elleni támadásért, de a fokozott tengeralattjáró-háború stratégiáján nem kívánt változtatni.

### A német válaszjegyzék fogadtatása
Bryan külügyminiszter a német jegyzék beérkezése után azt tanácsolta Wilson elnöknek, hogy a bocsánatkérést és a kártérítést fogadják el az olyan esetekben, mikor emberéletben nem esik kár. Ellentétben a Cushing esetével, a Gulflightnál két ember veszett oda a hajó megtorpedózásakor, miután a tengerbe vetették magukat és megfulladtak. Bryan szerint a halálozások módja itt nem játszott szerepet, mivel a két személy az életének megmentése reményében ugrott a vízbe amiatt, mert ezt látták a legjobb módnak a torpedótalálatot szenvedett hajóról való megmenekülésnek. A Gulflight esetében Bryan szerint viszont szükséges volt megfontolni azt a tényt is, hogy a hajó háborús dugárut szállított, és két brit hajó kísérte. A külügyminiszter kiemelte, hogy a német kormányzat jelentése szerint a tengeralattjáró parancsnoka egészen azutánig nem látta a zászlót, hogy a torpedó kilövésére ki lett adva a parancs. Mindezen körülmények alapján Bryannek úgy tűnt, hogy ebben az esetben folytatni lehetett a vizsgálódást azzal a kilátással, hogy megfelelő kártérítés megfizettetését tudják elérni.

## A titkosított brit jelentés
A brit admiralitásnak az esettel kapcsolatos – a német érveléssel nagyban egyező eredményű – vizsgálata megállapította, hogy a német tengeralattjáró parancsnoka a zsákmányjognak megfelelően járt el. A nemzetközi jog szerint ugyanis amennyiben egy hajót hadihajók kísérnek, úgy elveszíti minden jogát a támadás előtti figyelmeztetést illetően, így a járőrhajók a kíséretükkel a Gulflightot legitim célponttá tették. Amennyiben amerikai hajóként azonosítja, a tengeralattjáró nem intézett volna ellene támadást. Azonban egy amerikai zászlót leszámítva a Gulflightnak nem volt egyéb ismertetőjele, míg más semleges hajók a hajótestükre jól kivehető festésekkel rendelkeztek, melyek alapján nagy távolságokból is megállapítható volt, hogy semleges országhoz tartoznak. A jelentés azt is megállapította, hogy a tanker járőrhajók általi megállítása, védőkíséret (protective custody) alá vétele, és ezzel történő lelassítása hozzáférhető célponttá tette a tengeralattjáró számára. Az admiralitás jelentését a háború alatt nem hozták nyilvánosságra, hivatalos helyekről pedig nem tettek említést ezekről a körülményekről.

## Utóélete
A Gulflight három áldozata volt egészen 1917. március 16-ig amerikai hajók elleni német támadások egyetlen embervesztesége, mikor a diplomáciai kapcsolatok helyrehozhatatlanul megromlottak közvetlenül a Németországnak küldött hadüzenet előtt.
A német tengeralattjáró-hadjárat amerikai érdekeltségeket sértő esetei (Falaba, Cushing, Gulflight, majd Lusitania) ahhoz vezettek, hogy júniusban a semlegességi nyilatkozatban foglaltakhoz ragaszkodó Bryan külügyminiszter lemondott, mivel az általa képviselt irányvonal egyre népszerűtlenebb lett a (legalábbis egyes befolyásos körökben), helyét pedig Lansing vette át. A harcias megnyilvánulásai ellenére Lansing privát levelezése azt mutatja, hogy a helyzetet sokkal jobban kiegyensúlyozottnak ítélte meg, mint arra a megnyilvánulásai utaltak, és – a Lusitania esetére tekintettel – a logikus kimenetelnek azt tekintette volna, hogy az USA pártatlannak megmaradva egyik félnek sem szállít hadianyagot.
A Gulflight esete is megmutatta, hogy a német tengeralattjárók a Brit-szigeteket megkerülve képesek eredményesen tevékenykedni a La Manche csatorna nyugati részén is. Churchill ebből arra a következtetésre jutott, hogy Horace Hood tengernagyot, a Doveri Őrjárat (Dover Patrol) parancsnokát, akiről úgy vélték, hogy nem volt képes feltartóztatni a német tengeralattjárókat a Doveri-szorosban, téves vádak alapján váltották le, és ezért kárpótolni kell.

## A tanker későbbi pályafutása
A Gulflightot 1937-ben a hajót eladták a szintén Port Arthur-i illetőségű Nantucket Chief SS Co Inc-nek, ahol átnevezték Nantucket Chiefre. 1938. április 22-én újra eladták, ezúttal egy brit cégnek. A londoni Harris & Dixon Ltd-nél a Refast nevet kapta. 1942. január 26-án ezzel a névvel megtorpedózta és elsüllyesztette a német U 582 tengeralattjáró délre az új-fundlandi St. John’s-tól.

## Függelék

### Az első tiszt vallomása
A tankert ért támadásról május 3-án érkezett hír Washingtonba Joseph G. Stephens plymouth-i konzultól. Gunter kapitány elhalálozása után annak első tisztje, Ralph E. Smith vette át a hajó irányítását, akinek vallomását az esetről május 11-én tette közzé az amerikai külügyminisztérium. Az előadása azt a benyomást igyekszik kelteni, mintha brit részről lett volna némi szándékosság a Gulflight német tengeralattjárónak való kiszolgáltatottságának. Arról azonban nem tesz említést, hogy Gunther kapitány maga kért révkalauzt a ködös idő miatt, és ez más véletlen körülményekkel együtt vezethetett a hajója megtorpedózásához.  

„Ralph E. Smith vagyok, a Gulflight gőzhajó mostani parancsnoka.  Az út kezdetén én voltam az első tiszt. A hajó 1915. április 10-én hagyta el Port Arthurt d.u. 4 órakor, a tankjaiban gázolajjal, fahordókban pedig kenőolajjal. Az út eseménytelenül telt.
Mikor az Atlanti-óceánon félúton jártunk, a távírász azt közölte velem, hogy egy brit cirkáló tartózkodik a közelünkben, és észlelte ennek a hajónak az üzeneteit egész idő alatt mióta elhagytuk Port Arthurt, de közvetlenül nem kommunikált a mi hajónkkal, és nem intézett hozzánk üzenetet. A brit hajó szikratávírón leadott üzeneteinek hangjából ítélve úgy tűnt, hogy ugyanakkora távolságot tartott tőlünk úgy három napon át, míg elértük a La Manche bejáratát.
Május első napján délelőtt 11 óra táján két brit járőrhajóval beszéltünk, név szerint a Iagóval és a Filey-val. Ekkor 22 mérföldre voltunk nyugatra a Bishop világítótoronytól. A járőrhajók megkérdezték, merre tartunk. Miután informáltuk őket arról, hogy Rouen felé tartunk, azt az utasítást kaptuk tőlük, hogy kövessük őket a Bishophoz. A Filey fél mérföldre vett fel pozíciót bal oldalt előttünk, a Iago pedig jobbra mögöttünk közel hozzánk. Az utasításnak megfelelően haladtunk, és 12:22 körül, az őrségben lévő másodtiszt észlelt egy tengeralattjárót előttünk a bal oldalon – kissé a bal oldalon – derékszögben haladva a mi irányunkra. A tengeralattjáró nagyjából öt percig volt látható, majd alámerült közvetlenül előttünk. Láttam, de nem láttam vagy nem tudtam kivenni semmilyen zászlót rajta.
A Gulflight ekkor a valódi keleti iránynak tartott, nagyjából nyolc csomóval haladva óránként, egy nagy, hatszor tíz lábas amerikai zászló alatt. A szél nagyjából délről fújt, erőssége nagyjából nyolc mérföld volt óránként. Magam figyeltem meg, ahogy a szellő jól meglobogtatta a zászlót.
Rögtön azután, hogy észleltük a tengeralattjárót, hátramentem és értesítettem a legénységet, majd visszamentem, és felmentem a hídra, és hallottam a kapitány megjegyzését, miszerint ennek egy brit tengeralattjárónak kell lennie, mivel a járőrhajók nem vesznek róla tudomást.
12:50 körül robbanás történt a Gulflighton a hajóorr jobb oldalának meredek részén, hatalmas mennyiségű vizet magasan a levegőbe emelve, ami leérkezve a hídra zúdult alá, elzárva számunkra minden kilátást. Miután a víz eltűnt, a hajónk az orránál olyannyira megsüllyedt, hogy a tenger nyaldosta az előfedélzetet, a hajó pedig süllyedni tűnt.
Közvetlenül ezután hátramentem, hogy megnézzem a csónakokat. Oda tartva láttam egy embert a vízben a hajó jobb oldalán. A víz fekete volt az olajtól. A csónakokat leengedték, és a legénység helyet foglalt bennük késedelem és sérülés nélkül. Miután meggyőződtem róla, hogy senki nem maradt hátra a hajó fedélzetén, én is beszálltam a csónakomba, és a Iago járőrhajó felvett minket, és a legénységének tanácsára elhagytuk a helyszínt. A St. Mary’s sziget irányába haladtunk tovább, de a leszálló sűrű köd miatt nem tudtunk befutni a kikötőjébe azon az éjszakán.
Hajnali 2:30-kor, miután láttam a Gulflight kapitányát, aki a Iago parancsnokának a szobájában aludt, a szobában állni zavarodott tekintettel az arcán. Megkérdeztem tőle, mi gondja van, de ő nem válaszolt. Ezután a priccs széle felé nyúlt a kezével, de nem sikerült megtámaszkodnia. Bementem a szobába, de még azelőtt elesett, hogy elkaphattam volna őt.
Felvitték a fedélzetre, mert a kabin kicsi volt és nagyon meleg. Miután felértünk a fedélzetre, úgy tűnt, hogy ismét feléled, és így szólt: „Fázom.” Ezután láthatóan volt két ájulási rohama, majd a harmadik következtében elhunyt – ez 3:40 körül történt.
A Scilly-szigeteken lévő St. Mary’sre május 2-án 10 óra körül érkeztünk meg. A Gulflightot a Scilly-n lévő Crow Sound-ba vontatták brit járőrhajók május 2-án, és Oliver parancsnok, a Scilly kikötőjének rangidős tisztje üzent, hogy valaki jöjjön a Gulflight fedélzetére, és én mentem, a hajó pedig d. u. 6 körül le lett horgonyozva.
A hajót aznap este ismét elhagytam – mivel ekkor már az admiralitás volt érte a felelős. Hétfőn felkerestem a hajót. Kedden ismét kimentem hozzá, de ekkor túl erősek voltak a hullámok ahhoz, hogy felmenjek a fedélzetére. A legjobb tudásom szerint szerda d. u. 3-ig nem végeztek el rajta vizsgálatokat búvárokkal, mikorra már az amerikai nagykövetség munkatársai is be nem érkeztek. Ekkor a búvárok egy külsőleges vizsgálatot végeztek csak a hajó alján, és velem együtt hagyták el a hajót d. u. 5:40-kor.”

### Behncke tengernagy memoranduma
Gerard berlini amerikai nagykövet 1915. június 1-ei, Bryan külügyminiszternek küldött üzenetében közvetítette a német fél hivatalos álláspontját az üggyel kapcsolatban a következő szavakkal:

„Uram, az a megtiszteltetés ért, hogy ezennel továbbítsak egy memorandumot egy 1915. május 29-ei, Behncke tengernaggyal folytatott beszélgetésemről az ő kérésére; Gherardi fregattkapitány, a nagykövetség haditengerészeti attaséja jelen volt a beszélgetésen.
A beszélgetés számos egyebet is érintett az említetteken kívül. Behncke tengernagy nagy őszinteséggel és nyilvánvaló meggyőződéssel beszélt arról, hogy a német álláspont helyes. A beszélgetés hangneme semmilyen értelemben nem volt provokatív, vagy kellemetlen. 
(…)
A “GULFLIGHT”
A német tengeralattjáró, amelyik megtorpedózta a Gulflightot, a hajót két zsákhálós halászhajó típusú hajó társaságában észlelte közeledni. Az egyiküknek vezeték nélküli távíróállomása volt. A halászhajók valamivel a gőzhajó előtt és mögött vettek fel pozíciót, mely helyezkedés a legmegfelelőbb arra, hogy megtámadjanak egy a hajót megtorpedózni próbáló tengeralattjárót. A hajó zászlója nem volt látható, sem egyéb más ismertetőjele a torpedó kilövéséig. Ebben a pillanatban vált láthatóvá a hajó hátsó felépítményének árbócrúdján lévő zászló, de már túl későn ahhoz, hogy a torpedó kilövését meg lehessen akadályozni. A közelebb lévő halászhajó a tengeralattjáró felé vette az irányt, és megpróbálta legázolni. Behncke tengernagy úgy véli, a tengeralattjáró parancsnoka nem felelős a fegyelmi szabályok megsértéséért, mivel olyan hibát vétett, ami az adott körülmények között elkerülhetetlen volt. Természetesen teljes mértékben meg lesz térítve a kár. A tengernagy azt reméli, hogy a mi kormányzatunk akaratlan tévedésnek fogja tekinteni, amit ő maga is annak tart.”

### von Jagow német külügyminiszter válaszjegyzéke
Alább szerepel Gerard amerikai nagykövet Berlinből június 1-én elküldött üzenete, ami a május 28-ai amerikai jegyzékre adott válasz volt, és június 3-án érkezett Washingtonba. Ugyanezen a napon lett elküldve Behncke tengernagy memoranduma is. Az érdekessége, hogy itt már nem kerül említésre az a felfegyverzett halászhajó, mellyel nem sokkal korábban tűzharcot vívott a tengeralattjáró, és melynek jelenlétével először a víz alatti támadást megindokolták. Ezt itt kifejezetten a két kísérő járőrhajóval indokolják.

„ (…) A Gulflight gőzöst ért támadáshoz kapcsolódóan: A német tengeralattjáró parancsnoka május 1-én délután, a Scilly-szigetek közelében egy nagy kereskedelmi gőzöst észlelt feléje közeledni, társaságában két kisméretű hajóval. Ez a kettő olyan pozíciót vett fel a gőzöshöz viszonyítva, hogy azzal szabályos védelmet képeztek tengeralattjárók ellen ; az egyikük ezen felül rendelkezett szikratávíróval, ami nem megszokott kisméretű hajóknál. Innentől nyilvánvaló volt, hogy egy angol konvoj hajóiról volt szó. Mivel az ilyen hajók rendszerint felfegyverzettek, a tengeralattjáró nem tudta megközelíteni a gőzöst a felszínen anélkül, hogy ezzel a pusztulását kockáztatta volna. Másrészt feltételezni való volt, hogy a gőzös jelentős értékkel bír a brit kormányzat számára, mivel ilyen különös védelemben részesült. A parancsnok nem látott rajta semmiféle semleges jelzést, semmilyen a megkülönböztetést szolgáló, nagy távolságból is felismerhető felfestett jelet az oldalán, hasonlatosan az angol háborús övezetben megforduló semleges hajók esetében már alkalmazotthoz. Mindezen körülményekből fakadóan arra a következtetésre jutott, hogy egy angol gőzössel van dolga, és víz alól indította meg a támadást. A torpedó a konvoj egyik hajójának közvetlen közeléből lett kilőve, mely hajó hirtelen gyorsan a kilövés helyének iránya felé közelített, ezzel a tengeralattjárót nagy mélységbe való lemerülésre kényszerítette a legázolás elkerüléséhez ; a parancsnok azon következtetése, hogy egy angol konvojhoz tartozó hajóról volt szó, ezzel beigazolódott. Az, hogy a megtámadott gőzös amerikai zászló alatt haladt, csak a torpedó kilövésének pillanatában lett észre véve. Az a tény, hogy a gőzhajó olyan útvonalon haladt, ami se nem Amerikába vezetett, se nem Amerikából vezetett ide, újabb oka volt annak, hogy a tengeralattjáró parancsnokának miért nem tűnt fel, hogy egy amerikai gőzhajóval van dolga.
A leírt eset idejének és a helyszínének alapos vizsgálata alapján a német kormányzat arra a meggyőződésre jutott, hogy a megtámadott gőzhajó ténylegesen az amerikai S. S. Gulflight volt. A kísérő körülmények alapján nem férhet kétség ahhoz, hogy a támadás nem a parancsnok hibájának, hanem egy szerencsétlen balesetnek tudható be. A német kormányzat sajnálatát fejezi ki az Egyesült Államoknak az incidens kapcsán, és késznek nyilvánítja magát az amerikai állampolgárokat ezáltal ért teljes kár megtérítésére. Arra kéri [a német kormányzat] az amerikai kormányzatot, hogy mutassa be a kárbejelentést, vagy amennyiben kétségek merülnének fel egyes részletekben, úgy jelöljön ki egy szakértőt, aki egy német szakértővel közösen megállapíthatja az okozott kár összegét.”

## Fordítás
- Ez a szócikk részben vagy egészben  a   SS Gulflight című angol Wikipédia-szócikk ezen változatának fordításán alapul.  Az eredeti cikk szerkesztőit annak laptörténete sorolja fel. Ez a jelzés csupán a megfogalmazás eredetét és a szerzői jogokat jelzi, nem szolgál a cikkben szereplő információk forrásmegjelöléseként.

## Forrás
- Falaba, Cushing, Gulflight (in: The New York Times Current History of the European War Vol. 2). New York Times (in: JSTOR), 435-436. o.. o. (1915 június). Hozzáférés ideje: 2025. január 9.
- Eberhard von Mantey (szerk.). Krieg zur See – Handelskrieg mit U-Booten Bd. 2.. Berlin: E. S. Mittler & Sohn, 75-76 o.. o. (1933). Hozzáférés ideje: 2025. február 2.
- Naval Staff Monographs Vol. XIII. Naval Staff Command, 166-169. o. (1921). Hozzáférés ideje: 2025. január 9. („The Cruise of U.30” fejezet)
- Simpson, Colin. The Lusitania. Ballantine Books (1976). ISBN 0-345-25145-8-195 (107-109. o.)